# Frederik Ludvig Mynster
Frederik Ludvig Mynster, född 2 december 1811 i Köpenhamn och död 23 december 1885. Dansk jurist och godsförvaltare. Blev genom sin fru språkintresserad och började arbeta med översättningar samt eget författarskap. Författade också egna skrifter, dikter och psalmer. Är en psalmförfattare representerad i danska Psalmebog for Kirke og Hjem. Son till Ole Hieronymus Mynster.
Hans produktion består till övervägande del av översättningar, som han utförde tillsammans med sin språkunniga fru, ledde bland annat till: 
- Digte af Ossian, 1.-2. Saml. (1849-50, 2. udg. 1876),
- Fire Fortællinger af E.T.A. Hoffmann (1858),
- Hippels Præstefamilien i Kurland (1861),
- Herders Cid (1865),
- Jung Stillings Husliv (1867),
- Tennysons Kystdrømme og Aylmersfield (1877),
- Tennysons Maria Tudor (1881),
- Schellings Clara (1882),
- Tennysons Majdronningen (1883),
- en stor mængde af Martin Luthers skrifter m.m.
- 1. bandet om Biskop Otto Laubs levned. (1885)
- Niebelungsversets rhytmiske Ejendommeligheder, saaledes som dette Vers har udviklet sig i den danske Digtekunsts Frembringelser (1854)
- Om den moderne Retskrivnings ødelæggende Virkning (1871).

## Psalmer
- Jesus Kristus er til stede! bearbetning av tidigare danska översättningar av Jan Hus' latinska text  Jesus Christus nostra salus, som Martin Luther översatte till tyska.
- Nu fryde sig hver kristen mand bearbetning av tidigare danska översättningar av Martin Luthers tyska psalm Nun freuet euch lieben Christen gemein.